# Andokides (Töpfer)

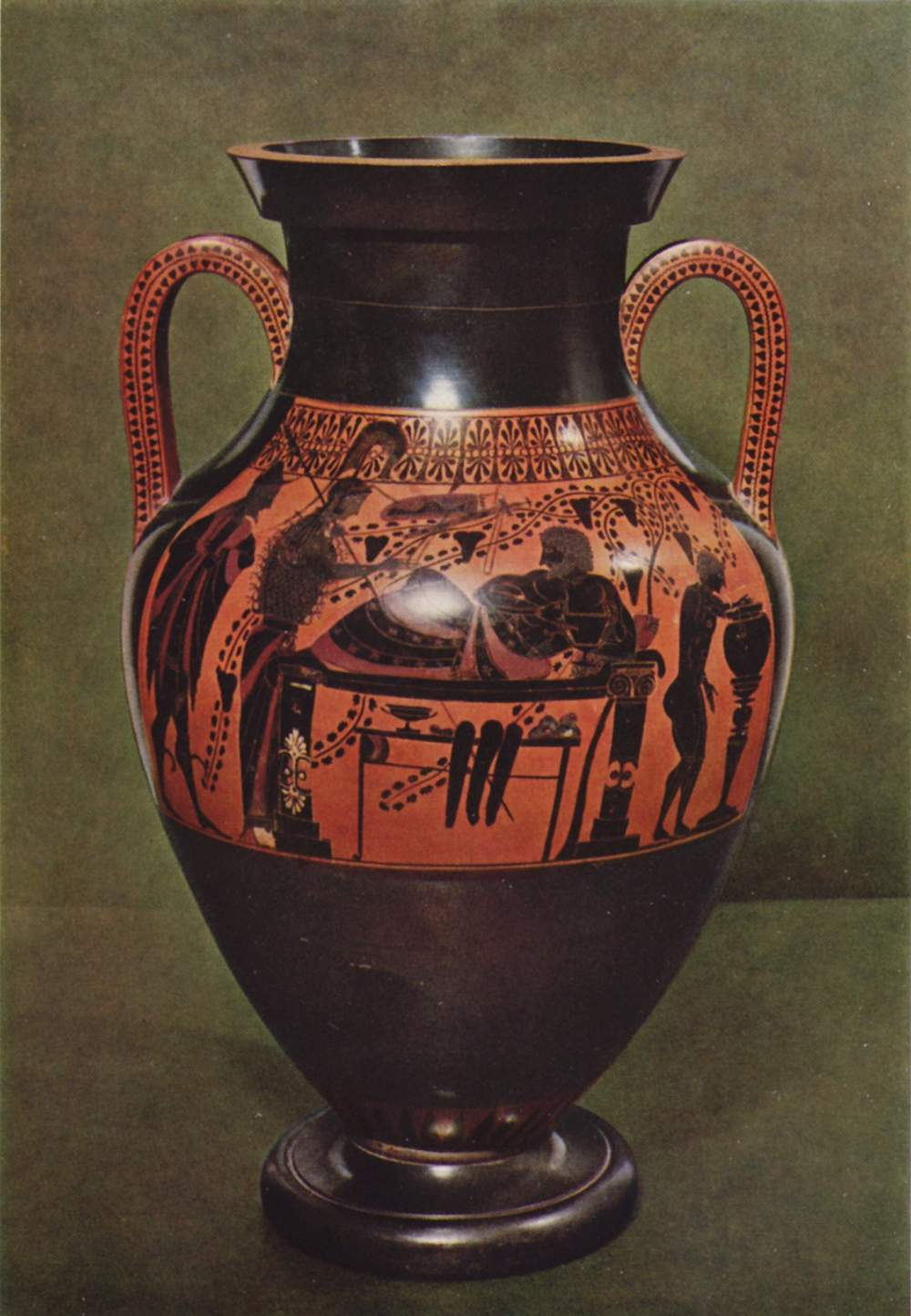
Bauchamphora München 2301, schwarzfigurige Seite

Andokides (griechisch Ἀνδοκίδης) war ein griechischer Töpfer, tätig um 540–510 v. Chr. in Athen.

## Leben und Werk
Andokides ist durch neun signierte Gefäße bekannt, sechs Bauchamphoren, eine Halsamphora, eine Augenschale sowie einen Kelchkrater, weitere Werke können ihm aufgrund der Form zugeschrieben werden. Er lernte sein Handwerk wahrscheinlich in der Werkstatt des Exekias. Er steht am Übergang von der schwarz- zur rotfigurigen Vasenmalerei, seine Vasen sind in beiden Vasentechniken bemalt worden. Besonders charakteristisch sind sogenannte Bilinguen, Vasen, die auf einer Seite schwarzfigurig, auf der anderen Seite rotfigurig dekoriert sind. Dazu gehört eine signierte Augenschale in Palermo sowie sechs unsignierte Bauchamphoren. Diese sind vom zwei Malern, dem schwarzfigurigen Lysippides-Maler und dem rotfigurigen Andokides-Maler bemalt worden, wobei jedoch auch immer wieder vermutet wurde, dass es sich dabei nur um zwei verschiedene Zeichenweisen desselben Malers handele. In der Werkstatt des Andokides haben weitere Maler aus dem Umkreis des Exekias sowie Psiax und Epiktetos gearbeitet.
Von Andokides ist neben den Vasen eine Weihung auf der Athener Akropolis bekannt; hier weihte er mit dem Töpfer Mnesiades eine Bronzestatue, deren Basis mit Inschrift erhalten ist (IG² Nr. 627): „Μ]ΝΕΣΙΑΔΕΣ ΚΕΡΑΜΕΥΣ ΜΕ ΚΑΙ ΑΝΔΟΚΙΔΕΣ ΑΝΕΘΕΚΕΝ“. Diese Weihung, eine der wenigen von Töpfern auf der Akropolis, zeigt das hohe Sozialprestige des Andokides.
Möglicherweise ist Andokides auch mit dem Andokides einer Lieblingsinschrift auf einer schwarzfigurigen Hydria des Taleides-Malers um 550 v. Chr. gemeint (Paris, Louvre F 38).

## Werke

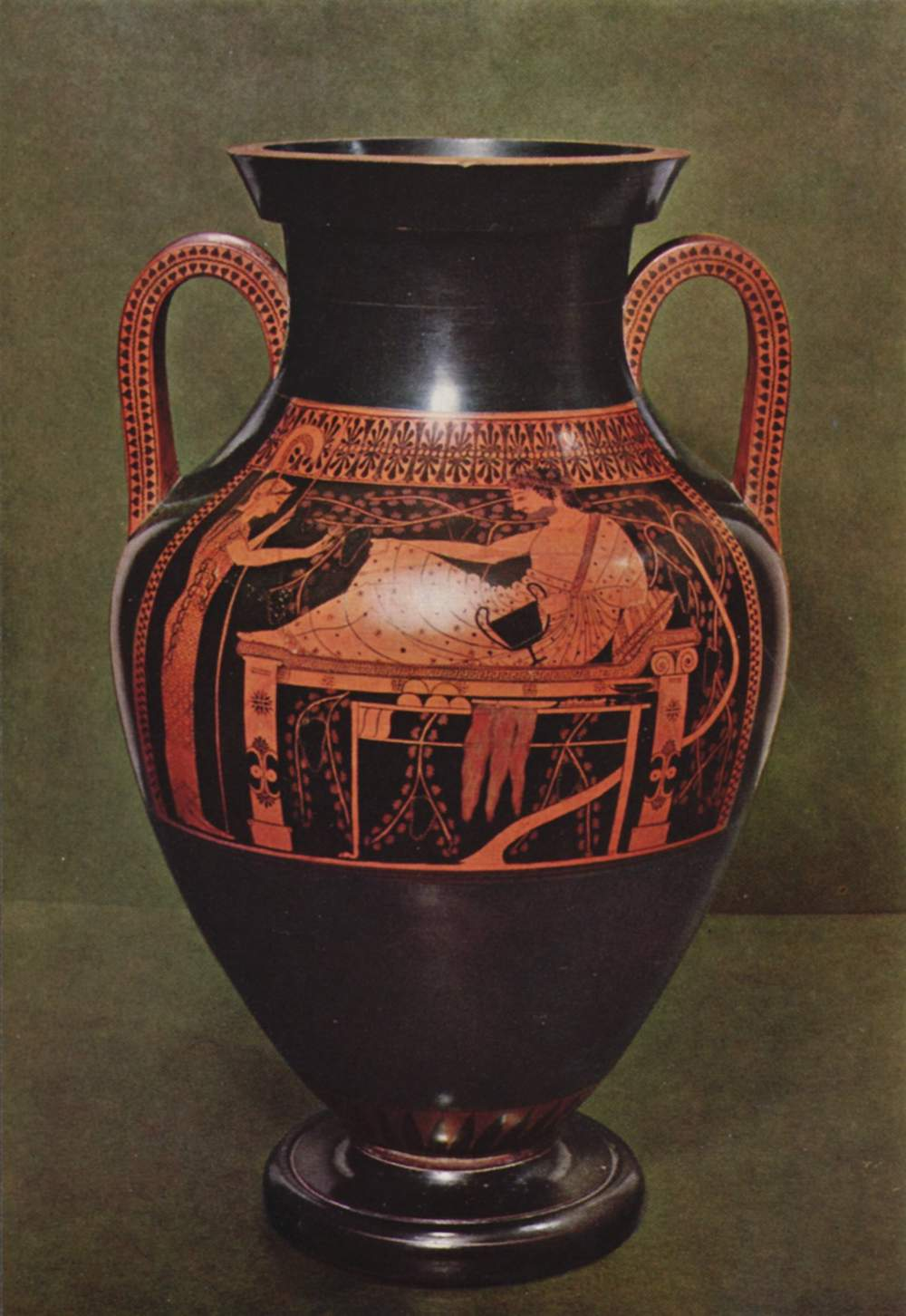
Bauchamphora München 2301, rotfigurige Seite

### Signiert
- Berlin, Antikensammlung

rotfigurige Bauchamphora F 2159
Vorderseite: Streit um den Dreifuß, Rückseite: Ringer (Maler: Andokides-Maler)
- London, British Museum

schwarzfigurige Halsamphora 1980.10-29.1 (ehemals Castle Ashby)
Hals Vorderseite: Dionysos zwischen zwei Satyrn, Rückseite: Krieger in frontalem Wagen zwischen zwei Jünglingen (Maler: Psiax)
- Madrid, Museo Arqueologico Nacional

bilingue Bauachamphora 11008 (L 63)
Vorderseite: Apollon mit Kithara zwischen Artemis, Leto und Ares; Rückseite: Dionysos mit Kantharos zwischen Satyrn und Mänaden (Maler: Psiax)
- New York, Metropolitan Museum

schwarzfigurige Bauchamphora 1999.30AB (ehem. Sammlung Bastis)
Vorder- und Rückseite: Mann in Wagen (Maler: Lysippides-Maler)
rotfigurige Bauchamphora mit schwarzfiguriger Lippe 63.11.6
Vorderseite: Streit um den Dreifuß, Rückseite Dionysos mit Kantharos zwischen Mänade und Satyr (Maler: Andokides-Maler und Lysippides-Maler)
- Palermo, Museo Archeologico Regionale

bilingue Augenschale V 650 (2051)
Krieger und Bogenschützen (Maler: Lysippides-Maler und Andokides-Maler)
- Paris, Louvre

rotfigurige Bauchamphora F 203
Vorderseite: Amazonen, Rückseite badende Frau (Maler: Andokides-Maler)
rotfigurige Bauchamphora G 1
Vorderseite: Kämpfende Krieger zwischen Athena und Hermes, Rückseite: Jüngling mit Kithara (Maler: Andokides-Maler)
- Rom, Museo Nazionale Etrusco di Villa Giulia

rotfiguriger Kelchkrater
Vorderseite: Komos, Rückseite: Dionysos zwischen Mänaden (signiert von Epiktet als Maler)

### Zuschreibungen

#### Bilingue Bauchamphoren, bemalt vom Lysippides- und Andokides-Maler
- Bologna, Museo Civico Archeologico

bilingue Bauchamphora 151
Vorderseite: Dionysos zwischen Mänade und Satyrn, Rückseite: Herakles und der nemeische Löwe
- Boston, Museum of Fine Arts

bilingue Bauchamphora 99.538
Vorder- und Rückseite: Herakles und der kretische Stier
bilingue Bachamphora 01.8037
Vorder- und Rückseite: Achill und Ajax beim Brettspiel
- London, British Museum

bilingue Bauchamphora B 193
Vorderseite: Herakles und der nemeische Löwe zwischen Athena und Iolaos, Rückseite: Ajax und Achill beim Brettspiel
- München, Antikensammlung

bilingue Bauchamphora 2301
Vorder- und Rückseite: Herakles beim Gelage
- Paris, Louvre

bilingue Bauchamphora F 204
Vorderseite: Herakles und Kerberos, Rückseite: Dionysos mit Kantharos zwischen Mänade und Satyrn

#### Sonstige Werke
- Cambridge, Fitzwilliam Museum

schwarzfigurige Augenschale GR 12.1937
Vorderseite: Dionysos mit Kantharos zwischen zwei Satyrn, Rückseite: Herakles und Kyknos, Innen: Gorgoneion (Maler: Lysippides-Maler)
- Malibu, J. Paul Getty Museum

schwarzfigurige Augenschale 87.AE.22
Vorderseite: Herakles und Dionysos, Rückseite: Herakles und Triton; Innen: Symposiasten um Gorgoneion (Maler: Art des Lysippides-Malers)
- München, Antikensammlung

schwarzfigurige Augenschale 2080
Vorderseite: Dreifußstreit, Rückseite: Herakles und der nemeische Löwe, Innen: Gorgoneion (Maler: Lysippides-Maler)
- Orvieto, Museo Faina

rotfigurige Bauamphora 64
Vorderseite Herakles und die Amazonen, Rückseite: Dionysos (Maler: Andokides-Maler)
- London, British Museum

schwarzfigurige Hydria B 339
- Paris, Louvre

schwarzfigurige Hydria F 294
Athena besteigt einen Wagen in Anwesenheit von Herakles, Dionysos, Apollon und Hermes (wahrscheinlich von Andokides, Maler: Lysippides-Maler)
schwarzfigurige Hydria F 295
Athena im Wagen, dabei Herakles, Iolaos (?), Dionysos, Apollon, Hermes (wahrscheinlich von Andokides, Maler: Art des Lysippides-Maler)
- Würzburg, Martin-von-Wagner-Museum

schwarzfigurige Hydria L 304